# Little Caesar (album)
Little Caesar è il primo album in studio dei Little Caesar, uscito nel 1990 per l'etichetta discografica Geffen Records.

## Tracce[1]
1. Down-N-Dirty (Apache, Molinare, Morris, Paniagua, Young) 4:21
2. Hard Times (Apache, Molinare, Morris, Paniagua, Young) 3:54
3. Chain of Fools (Covay) 5:28 (Aretha Franklin Cover)
4. In Your Arms (Sutton, Young) 4:23
5. From the Start (Apache, Molinare, Morris, Paniagua, Young) 5:36
6. Rock-N-Roll State of Mind (Apache, Molinare, Morris, Paniagua, Young) 3:11
7. Drive It Home (Apache, Molinare, Morris, Paniagua, Young) 4:27
8. Midtown (Apache, Molinare, Morris, Paniagua, Young) 5:04
9. Cajun Panther (Apache, Molinare, Morris, Paniagua, Young) 4:25
10. Wrong Side of the Tracks (Apache, Molinare, Morris, Paniagua, Young) 4:03
11. I Wish It Would Rain (Penzabene, Strong, Whitfield) 4:18 (The Temptations Cover)
12. Little Queenie (Apache, Molinare, Morris, Paniagua, Young) 5:57

## Formazione[2]
- Ron Young - voce
- Louren Molinare - chitarra, cori
- Apache - chitarra, cori
- Fidel Paniagua - basso, cori
- Tom Morris - batteria

### Altri musicisti
- John Webster - tastiere
- Jimmie Wood - arpa

## Singoli
- "Chain of Fools"